# Rue Van Soust

La rue Van Soust (en néerlandais: Van Souststraat) est bruxelloise de la commune d'Anderlecht en Belgique.

## Situation et accès
Cette rue est située dans le quartier de Scheut à Anderlecht. Les derniers numéros de la rue (511 à 527) sont situés sur la commune de Molenbeek-Saint-Jean.
| ___ | Ce site est desservi par la station de métro : Jacques Brel. |

## Origine du nom
Elle honore l'écrivain et un historien de l'art belge Adolphe van Soust de Borckenfeldt (1824-1877).

## Historique
Du nom d'un ancien sentier, cette rue abritait jadis une cité-jardin ouvrière où se trouvait l'école primaire communale.